# Juuru

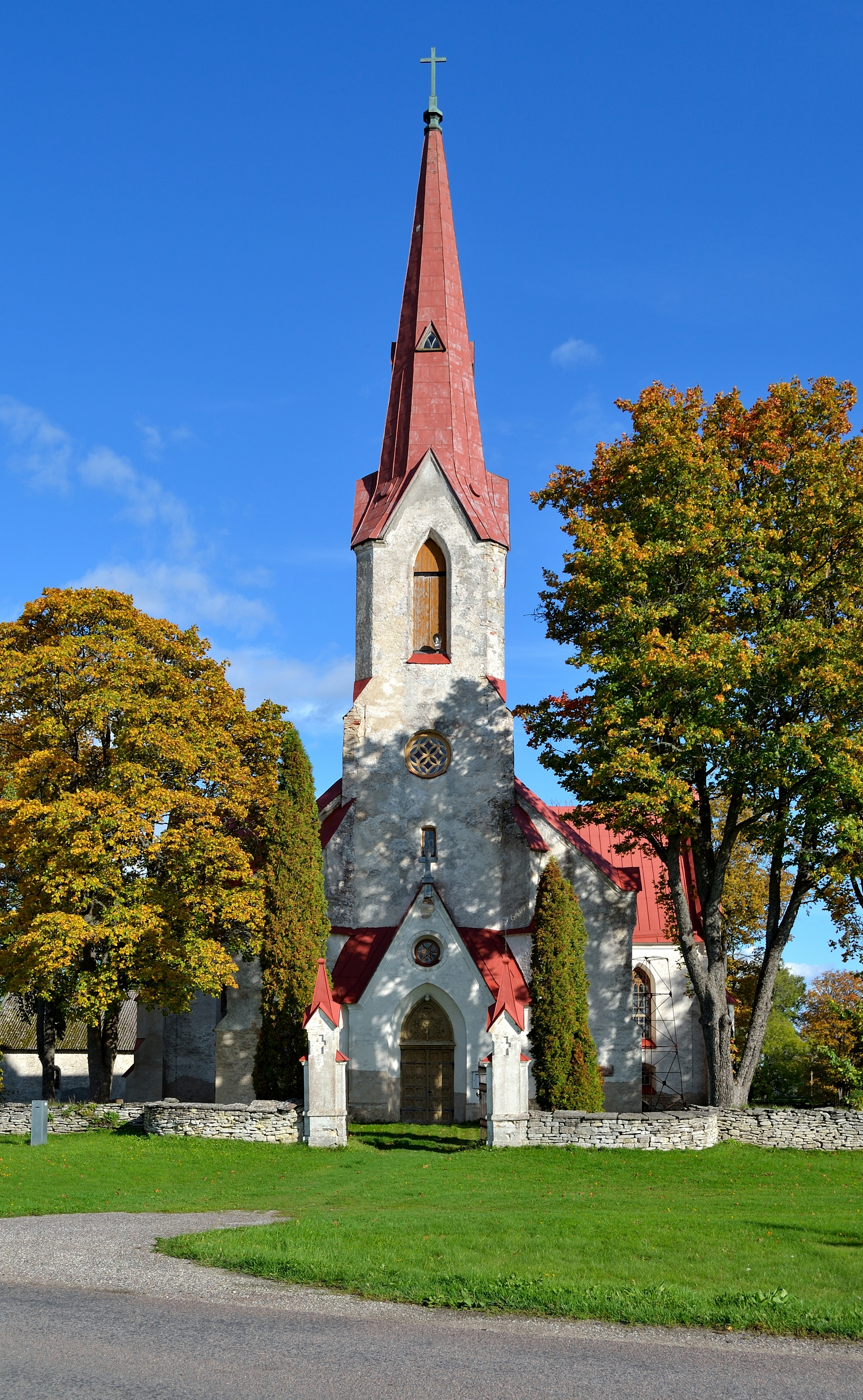
Kirche von Juuru

Juuru (deutsch: Jörden) war eine Landgemeinde im estnischen Kreis Rapla mit einer Fläche von 152,4 km². Sie hatte 1572 Einwohner (1. Januar  2011). Sie lag 15 km von Rapla entfernt.
Neben dem Hauptort Juuru (597 Einwohner) gehörten zur Landgemeinde die Dörfer Atla, Hõreda, Härgla, Jaluse, Järlepa, Lõiuse, Mahtra, Maidla, Orguse, Pirgu und Vankse.
Zum Kirchspiel Jörden gehörten die Gutshausanlagen von Groß-Attel (Atla), Herküll (Härgla), Hördel (Hõreda), Jerlep (Järlepa), Machters (Mahtra), Kuimetz (Kuimetsa), Maidel (Maidla), Pirgu, Ummern (Umbru), Pöllik (Pölliku), Klein-Attel (Kiru), Karrits (Karritsu), Hähl (Ingliste), Payel (Pae), Purgel (Purila), die teilweise gut erhalten sind.

## Persönlichkeiten
In Juuru wurde Arnold Friedrich Johann Knüpffer (1777–1843), Geistlicher und Erforscher der estnischen Sprache und Folklore, geboren. 1872 wurde auf dem Gut Herküll die Bildhauerin Constanze von Wetter-Rosenthal geboren.